# Jacob Golius

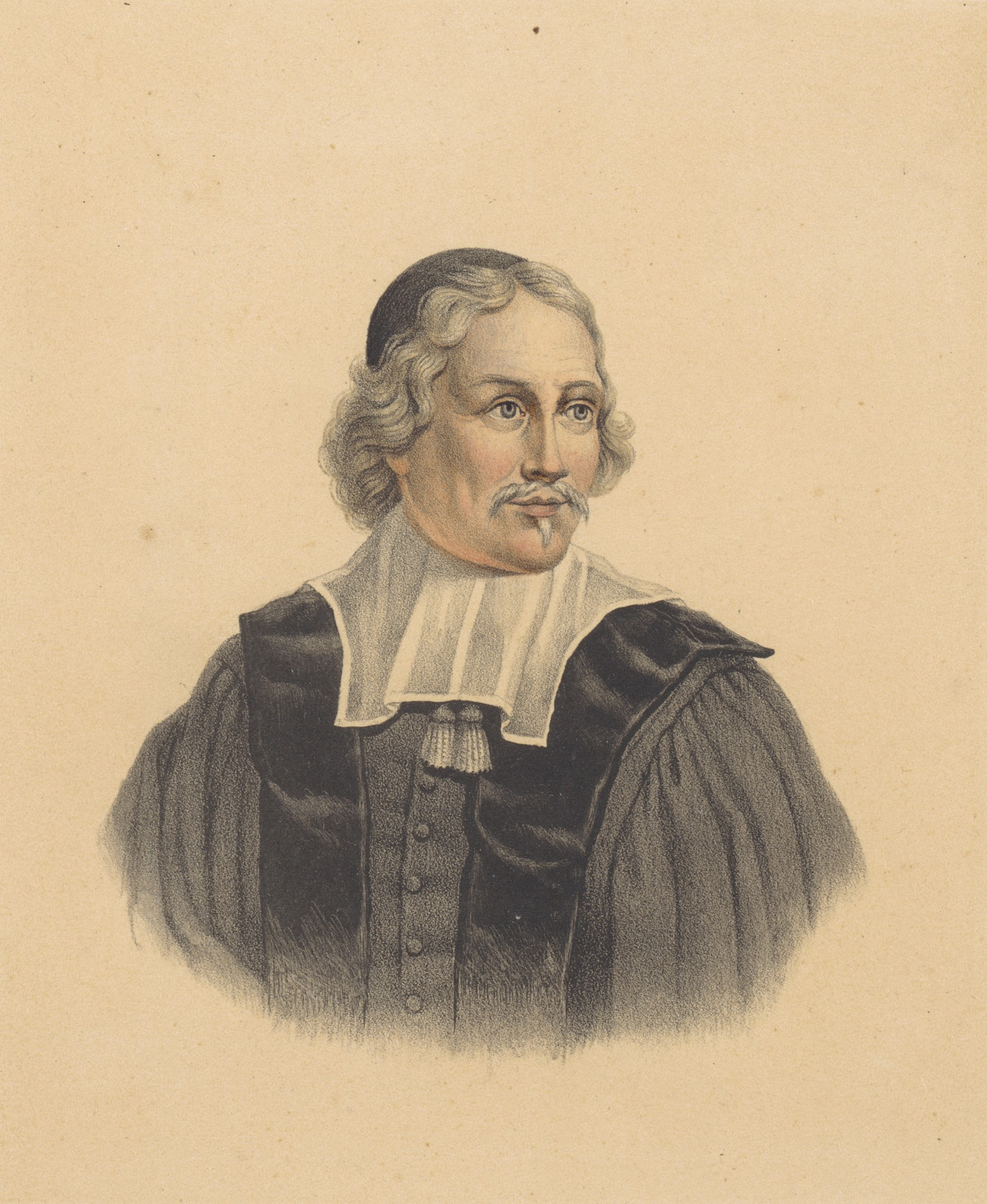
Jacobus Golius.

Jacob Golius, född 1596 i Haag, död den 28 september 1667 i Leiden, var en holländsk orientalist.
Golius besökte flera gånger Orienten, blev 1624 Erpenius efterträdare som professor i österländska språk i Leiden och därjämte 1629 professor i matematik. Han skrev bland annat Lexicon arabico-latinum (1653).
Asteriod 1226 Golia är uppkallad efter honom.